# Спартак (футбольный клуб, Воронеж)
«Спартак» — советский футбольный клуб из Воронежа. Основан в 1935 году. Последний раз упоминается в 1985 году.

## Достижения
- В первенстве СССР — 13-е место в зональном турнире второй группы (1948).
- В кубке СССР — поражение во 2-м круге зонального этапа (1938).
- Чемпионат Воронежской области:
  - Победитель: 1955
  - 2-е место: 1940
  - 3-е место: 1938, 1939, 1947
- Кубок Воронежской области
  - Победитель: 1955
  - Финалист: 1947

## Известные игроки
- Шаповалов, Дмитрий Васильевич